# Szentpéterúr
Szentpéterúr is een plaats (község) en gemeente in het Hongaarse comitaat Zala. Szentpéterúr telt 1056 inwoners (2001).